# Caserna de la Guàrdia Civil (Esparreguera)
La Caserna de la Guàrdia Civil és un edifici del municipi d'Esparreguera (Baix Llobregat) inclòs en l'Inventari del Patrimoni Arquitectònic de Catalunya.

## Descripció
És un edifici entre mitgeres de planta baixa i dos pisos i golfes. A la part posterior de la casa hi ha un petit pati enjardinat. A la façana principal, la planta baixa és de pedra vista; la porta és d'arc rebaixat adovellat i a banda i banda hi ha una gran finestra amb reixa i ampit. Al primer i segon pis hi ha tres balcons en cadascun, les obertures tenen al voltant una motllura i el mur té una decoració pictòrica. Les golfes tenen tres petites obertures envoltades d'una motllura i el parament és llis. Tots els pisos estan separats per una motllura.